# Polynema tenue
Polynema tenue är en stekelart som beskrevs av Soyka 1956. Polynema tenue ingår i släktet Polynema och familjen dvärgsteklar. Inga underarter finns listade i Catalogue of Life.